# روبرت إميت كالان
روبرت إميت كالان (بالإنجليزية: Robert Emmet Callan)‏ هو عسكري أمريكي، ولد في 4 مارس 1864 في بالتيمور في الولايات المتحدة، وتوفي في 20 نوفمبر 1936 في واشنطن العاصمة في الولايات المتحدة.